# Legnago
Legnago é uma comuna italiana da região do Vêneto, província de Verona, com cerca de 24.232 habitantes. Estende-se por uma área de 79,66 km², tendo uma densidade populacional de 307 hab/km². Faz fronteira com Angiari, Bergantino (RO), Bonavigo, Boschi Sant'Anna, Castelnovo Bariano (RO), Cerea, Minerbe, Terrazzo, Villa Bartolomea.

## Demografia
| Variação demográfica do município entre 1861 e 2011                               |
|                                                                                   |
| Fonte: Istituto Nazionale di Statistica (ISTAT) - Elaboração gráfica da Wikipedia |